# معاملة المثليين في تايوان
تعد حقوق المثليات والمثليين ومزدوجي التوجه الجنسي والمتحولين جنسياً (اختصاراً: LGBT) في تايوان والمعروفة رسميا باسم «جمهورية الصين» من بين الأكثر تقدماً في منطقة شرق آسيا وعلى مستوى قارة آسيا بصورة عامة. يعتبر النشاط الجنسي المثلي بين الذكور وبين الإناث قانونيا في البلاد على حدٍ سواء.
اقترحت الحكومة التايوانية (والمعروفة باسم اليوان التنفيذي) الاعتراف القانوني بزواج المثليين لأول مرة عام 2003، ولكن لاقى مشروع القانون معارضةً كبيرة حينها ولم يجري التصويت على هذا الشأن. وبالمقابل أُقِرَ حظر على ممارسة التمييز بحق الأفراد على أساس التوجه الجنسي والهوية الجندرية والخصائص الجنسية في مجال التعليم على مستوى البلاد منذ عام 2004. ويحظر القانون ممارسة التمييز بحق الأفراد على أساس توجهاتهم الجنسية في مجال التوظيف منذ عام 2007.
شارك في مسيرة فخر تايوان للمثليين عام 2015 ما يقرُب من 80,000 شخص، مما يجعلها ثاني أكبر فعالية فخر مثليين أُقيمت في آسيا بعد مسيرة فخر تل أبيب في إسرائيل، وهو ما دفع كثير من الخبراء إلى الإشارة إلى تايوان كأحد أكثر بلدان آسيا ليبراليةً. في 2018، وصل عدد المشاركين إلى حوالي 137,000 شخصا.
حكمت المحكمة الدستورية الوطنية في 24 مايو 2017 بعدم دستورية قوانين الزواج الحالية واعترفت بحق المثليين والمثليات بالزواج كغيرهم من المواطنين. وأمهلت المحكمة الدستورية البرلمان (اليوان التشريعي) مدة أقصاها سنتين لتعديل أو إقرار قوانين من أجل الاعتراف قانونياً بزواج المثليين. وإلا سيصبح زواج المثليين بموجب الحكم الدستوري قانونياً بصورة تلقائية في 24 مايو 2019. في 17 مايو 2019، وافق اليوان التشريعي على مشروع قانون، مقدم من اليوان التنفيذي، يعترف بزواج الأزواج المثليين. وقع الرئيس مشروع القانون في 22 مايو ودخل حيز التنفيذ في 24 مايو. لذلك أصبحت تايوان أول دولة في آسيا تعترف بزواج المثليين.

## قانونية النشاط الجنسي المثلي
يعد النشاط الجنسي المثلي الخاص غير التجاري القائم بالتراضي بين بالغين قانونيا في تايوان. لم تكن المثلية الجنسية بحد ذاتها جريمةً في البلاد. يبلغ السن القانوني للنشاط الجنسي 16 عاما للمثليين والمغايرين على حدٍ سواء.

## الحقوق الدستورية
لا يذكر دستور جمهورية الصين (تايوان) التوجه الجنسي أو الهوية الجندربة بصورة صريحة ولكن الحكم الذي أصدرته المحكمة الدستورية عام 2017 (التفسير الدستوري لليوان التشريعي رقم 185) في موضوع زواج المثليين يستند على المادتين الآتيتين من الدستور واللتان تؤكدان على ضمان حمايات دستورية للمثليات والمثليين ومزدوجي التوجه الجنسي والمتحولين جنسياً:
تنص المادة 7 من الدستور على أنه: «جميع مواطني جمهورية الصين متساوون أمام القانون بصرف النظر عن الجنس أو الدين أو العرق أو الطبقة أو الانتماء الحزبي». اسْتَدَلّت المحكمة الدستورية في التفسير الدستوري الصادر بتاريخ 24 مايو عام 2017 إلى أسس التمييز المحظورة والمدرجة في المادة وهي شرحيّة بدلاً من كونها مُحيطة بالموضوع، ولذلك ينطبق حق الحماية العادلة بالنسبة للفئات الأخرى «مثل الإعاقة والتوجه الجنسي».
تنص المادة 22 من الدستور على أن: يتم ضمان جميع حريات وحقوق الشعب الأخرى التي لا تضر بالنظام الاجتماعي والصالح العام بموجب الدستور". قضت المحكمة الدستورية يوم 24 مايو 2017 بضمان أن المادة التي تتعلق بحرية الزواج تنطبق للأشخاص من جميع التوجهات الجنسية.
وفقاً لما ينص عليه التفسير الدستوري لليوان التشريعي رقم 185: «تكون تفسيرات اليوان التشريعي ملزمة لكل مؤسسة وشخص في البلاد».

## الاعتراف القانوني بالعلاقات المثلية
في أكتوبر/تشرين الأول 2003، اقترح اليوان التنفيذي قانوناً يمنح الحق في الزواج والتبني للشركاء المثليين بموجب «القانون الأساسي لحقوق الإنسان»، لكنه واجه معارضة من أعضاء مجلس الوزراء (الذي شكله الحزب الديمقراطي التقدمي الحاكم) واليوان التشريعي (التي يسيطر عليها حزب الكومينتانغ بقيادة التحالف الأزرق) والذي تم تعليقه منذ ذلك الحين، وبالتالي لم يصوت عليه.
في عام 2011، بهدف تعزيز الوعي حول زواج المثليين، عقد ما يقرب من 80 من الأزواج المثليين أكبر حفلات الزفاف المثلية في تايوان، مما جذب حوالي 1,000 من الأصدقاء والأقارب والمتفرجين الفضوليين. في عام 2012، أقيم أول حفل زفاف مثلي بوذي بين فيش هوانغ وشريكتها يو-يا تينغ، والتي ترأس طقوسه الراهب البوذي شي تشاو هوي. في عام 2013، قام تشن تشينغ هسو وكاو شيه وي، وهما ثاني زوجين مثليين تايوانيين يتزوجان رمزيا علناً، بإسقاط المعركة القضائية الطويلة للاعتراف بزواجهما قانونياً، وذلك بسبب الضغط الاجتماعي الشديد. في وقت لاحق من ذلك العام، قام الناشط المثلي تشي تشيا-وي بأخذ معركة تشن وكاو من أجل زواج المثليين، وقدم قضيته في المحكمة الإدارية العليا في تايبيه للمرة الأولى.
في 22 كانون الأول/ديسمبر 2014، كان من المقرر أن يخضع تعديل مقترح إدخاله على القانون المدني للمراجعة من جانب اللجنة القضائية لليوان التشريعي، كان من شأن التعديل تشريع زواج المثليين. كان من المقرر أن يتم التصويت عليه في الجلسة العامة لليوان التشريعي في عام 2015، إذا اجتاز التعديل مرحلة اللجنة.
ويشمل التعديل استبدال المواد الحالية المتعلقة بالزواج في القانون المدني بألفاظ محايدة جنسانياً، ما سيعترف بزواج المثليين. كان من شأنه أيضا أن يسمح بتبني المثليين للأطفال. وكان يو مي-نو، من الحزب الديمقراطي التقدمي، قد أعرب عن تأييده للتعديل، بالإضافة إلى أكثر من 20 نائباً آخرين من أعضاء الحزب الديمقراطي التقدمي بالإضافة إلى اثنين من اتحاد تضامن تايوان وواحد من كل من الحزب الحاكم الكومينتانغ وحزب الشعب الأول. كانت جمهورية الصين (تايوان) ستصبح أول دولة آسيوية (وأول كيان غير معترف به من قبل الأمم المتحدة) تعترف قانونًيا بزواج المثليين إذا تم تعديل القانون المدني. ولكن، تعطل مشروع القانون، وفشلت المحاولة رسميًا في يناير 2016 مع انتهاء عهدة اليوان التشريعي الثامن.
في نوفمبر 2015، أي قبل حوالي شهرين من الانتخابات العامة، أعلنت المرشحة الرئاسية تساي إنغ-ون دعمها لزواج المثليين. في يوليو/تموز 2016، أعلن العديد من المشرعين في اليوان التشريعي التاسع أنهم سيقدمون مشروع قانون لتشريع زواج المثليين في البرلمان بحلول نهاية العام. في أكتوبر، تم تقديم مشروعي قانون لتشريع زواج المثليين في اليوان التشريعي.
في 24 مارس 2017، نظرت المحكمة الدستورية في قضية رفعها الناشط في مجال حقوق المثليين تشي تشيا-وي (التي رفضت محاولته لتسجيل زواج مع شريكه في عام 2013) وقسم الشؤون المدنية لحكومة مدينة تايبيه. وقد طلب كل من مقدمي الالتماس تفسيرًا دستوريًا لهذه القضية. وقررت المحكمة إصدار حكم بشأن ما إذا كان القانون المدني الحالي يسمح في الواقع بزواج المثليين أم لا، سواء كان ذلك ينتهك المواد الواردة في دستور جمهورية الصين (تايوان) المتعلقة بالمساواة في الحقوق وحرية الزواج. وكان من مثلوا أمام المحكمة في ذلك اليوم من كلا الملتمسين، وزير العدل تشيو تاي سان (الذي دافع عن القوانين القائمة بشأن الزواج) ولجنة من علماء القانون. كانت هذه هي المرة الأولى التي يتم فيها بث جلسة استماع للمحكمة الدستورية مباشرة.
حكمت المحكمة الدستورية في 24 مايو 2017 أن الأحكام الحالية المتعلقة بالزواج في القانون المدني، التي تنص على أن الزواج هو بين رجل وامرأة، غير دستوري. أعطت لجنة القضاة للبرلمان (اليوان التشريعي) عامين لتعديل أو سن قوانين جديدة، والتي يمكن أن تجعل تايوان أول دولة في آسيا تقنن زواج المثليين. كما نصت المحكمة على أنه في حالة فشل اليوان التشريعي في تشريعه زواج المثليين في غضون عامين، سيتمكن الأزواج المثليين من الزواج من خلال إجراءات تسجيل الزواج الموجودة في أي مكتب تسجيل للأسرة.
في 24 نوفمبر 2018، تم تقديم خمسة مبادرات للناخبين التايوانيين تتعلق بحقوق المثليين: حظر زواج المثليين (السؤال رقم 10)، حظر التربية الجنسية التي تشمل مجتمع المثليين في المدارس (السؤال 11)، السماح بنوع آخر من الاتحادات المثلية (السؤال 12)، السماح بزواج المثليين (السؤال 14)، والحفاظ على التربية الجنسية التي تشمل مجتمع المثليين (السؤال 15). تم تقديم ثلاثة من هذه الأسئلة من قبل معارضي حقوق المثليين، وتم تقديم اثنين آخرين من قبل الناشطين المدافعين عن حقوق المثليين. رفض الناخبون فكرة زواج المثليين. ومع ذلك، كان التصويت غير ملزم، وأشارت حكومة تايوان إلى أنها تنوي الامتثال لحكم المحكمة (أي تقنين زواج المثليين) بغض النظر عن التصويت. بما أن التصويت بنعم كان أكثر من 25%، يسمح القانون التايواني للحكومة التايوانية بتجاوز تصويت الاستفتاء كذلك. بدلاً من تغيير القانون المدني الحالي، كان من المتوقع أن يقر المشرعون قانونًا منفصلًا للأزواج المثليين.
في 21 فبراير 2019، أقرّ اليوان التنفيذي مشروع قانون بعنوان «قانون تنفيذ تفسير اليوان القضائي رقم 748» (بالصينية: 釋 字 第 748 號 解釋 施行 法)، الذي صدر في اليوم السابق. يُعد مشروع القانون بمثابة الأساس القانوني لزواج المثليين وأُرسل إلى اليوان التشريعي للمراجعة السريعة قبل إصداره في 24 مايو 2019. يمنح مشروع القانون للأزواج المثليين جميع الحقوق تقريبًا جميع الحقوق الممنوحة للأزواج المغايرين بموجب القانون المدني، لكنها لا تسمح إلا للأزواج المثليين بتبني أحد الشريكين للطفل البيولوجي للشريك الآخر. وبذلك تصبح تايوان أول بلد في آسيا يشرع زواج المثليين.

### موافقة اليوان التشريعي
في 17 مايو 2019، وافق اليوان التشريعي على مشروع قانون زواج المثليين. وقعت الرئيسة تساي إنغ ون مشروع القانون في 22 مايو 2019 ودخل حيز التنفيذ في 24 مايو. لذلك أصبحت أول بلد في آسيا تقنّن زواج المثليين.
يسمح مشروع القانون، المقدم من قبل اليوان التنفيذي، والذي تمت الموافقة عليه من قبل اليوان التشريعي، للأزواج المثليين بالانضمام إلى «اتحاد حصري دائم» والتقدم بطلب للحصول على «تسجيل زواج» مع الوكالات الحكومية. تم تقديم مشروعي قانونين آخرين للمشرعين ومناقشتهما، وقد تم دعمهما من قبل المشرعين المحافظين، الذين سعوا إلى الإشارة إلى الشراكات باسم «العلاقات الأسرية المثلية» أو «الاتحادات المثلية» بدلاً من «الزواج».

### تسجيل الشركاء المثليين
في مايو 2015، أعلنت بلدية كاوهسيونغ عن خطة للسماح للشركاء المثليين بالتقدم للحصول على تصريح بشراكتهما في السجل المنزلية، كمرجع فقط. سيكون ذلك قليل الفائدة عندما يرغب الشخص في منح الموافقة على الجراحة نيابة عن الشريك في المستشفيات، على سبيل المثال. وانتقدت منظمة «تايوان إل جي بي تي رايتس أدفوكسي»، وهي منظمة غير حكومية، بأن الخطة مجرد تدبير «يسخر» من مجتمع المثليين دون أن يكون له أي تأثير جوهري.
في 17 يونيو 2015، أصبحت بلدية تايبيه الخاصة الولاية القضائية الثانية في تايوان التي سمحت بمخطط سجل العلاقات للشركاء المثليين. تبعتها تاي شانغ في أكتوبر عام 2015. فتحت تاينان وتايبيه الجديدة باب التسجيل للشركاء المثليين في 1 فبراير 2016. في 1 مارس، وأصبحت مدينة شيا يي الإقليمية الولاية القضائية السادسة في تايوان التي تفتح باب تسجيل العلاقات المثلية. في 14 مارس، أصبحت تاويون آخر بلدية خاصة في تايوان تعترف بالشركاء المثليين. اعترفت مقاطعة تشانغوا ومقاطعة هسينتشو بتسجيل العلاقة في 1 نيسان.
في 20 مايو، بدأت مقاطعة ييلان بالسماح للشركاء المثليين بالتسجيل كشركاء. افتتحت مقاطعة شياي التسجيل للشركاء المثليين في 20 أكتوبر. وبحلول مطلع يوليو 2017، بدأت كل من مدينة سين شو، مدينة كيلونغ، مقاطعة كنمن، جزر ماتسو، مقاطعة مياولي، مقاطعة نانتو ومقاطعة بينغتونغ بتقديم خدمات تسجيل الأسر لإقامة شراكات مثلية. بدءا من 3 يوليو 2017، السكان الذين يعيشون في المحافظات المتبقية التي ترفض تقديم تسجيل شراكة مثلية، بما فيها هوالين، بسكادورز، مقاطعة تايتونغ ومقاطعة يونلين يمكن تسجيل شراكاتهمم في المدن أو المقاطعات الأخرى، بما أن تقنية التسجيل أصبحت موحدة من قبل وزارة الداخلية على المستوى الوطني. حتى يونيو 2017، تم تسجيل ما مجموعه 2,233 من الشركاء المثليين (أي 4,466 فرد)، من بينهم 1,755 من الشريكات المثليات.
في الممارسة الحالية، يمكن لأي شخص غير متزوج من نفس الجنس أن يتقدم، شخصياً، إلى أي مكتب تسجيل منزلي (ما عدا في المقاطعات الأربع المذكورة أعلاه) لتسجيل شراكته في السجل المنزلي المحوسب. ومع ذلك، لن يتم عرض هذه المعلومات على بطاقة الهوية الوطنية أو شهادة الأسرة (يعرض الأخير المعلومات الشخصية الأساسية لجميع الأفراد المسجلين تحت نفس العنوان والعلاقة بين هؤلاء الأفراد). وبدلاً من ذلك، يصدر مكتب تسجيل الأسر رسالة إلى مقدمي الطلبات يشهدون على التسجيل. تصدر بلديات كاوهسيونغ وتايبيه بطاقات الشراكة. يمكن للمواطنين مع شريك أجنبي التسجيل، ولكن الشريك الأجنبي يحتاج إلى تقديم شهادة عدم تسجيل زواج، أو ما يعادلها، من بلد المنشأ والحصول على موافقة من السفارة المعنية أو مكتب ممثل تايوان.
ومع ذلك، فإن تسجيل الشراكة بين المثليين الحالي، كإجراء إداري، لا يمنح أي وضع قانوني فعلي للشركاء المثليين. والحماية المقدمة للشركاء المثليين محدودة للغاية، مثل الحق في طلب إجازة رعاية الأسرة، أو التقدم بطلب للحصول على السكن العام كوحدة عائلية (في مدينة تايبيه فقط) ومنح الموافقة على الجراحة نيابة عن الشريك. في فبراير 2018، تتضمن التدابير الأخرى التي صاغها اليوان التنفيذي منح تأشيرة إقامة للشركاء الأجانب الذين نشأوا من بلدان يعترف فيها القانون بزواج المثليين.

## التبني وتنظيم الأسرة
لايمكن للشركاء المثليين التبني قانونيا. في الوقت الحالي، لا يملك أحد الوالدين أي حق قانوني على الطفل البيولوجي لشريكه المثلي أيضًا. قد تتغير هذه الأمور بعد أن يتم الاعتراف بزواج المثليين في القانون. يشجع قانون تايوان الأزواج المغايرين فقط على التبني، ولكنه يسمح أيضًا للأفراد العزاب بالتبني أيضًا، اعتمادًا على خلفيتهم. ولا ينطبق ذلك أيضًا على الأفراد المثليين. يتطلب قانون التبني ان يكون مقدمو طلب التبني المشترك من الأزواج المغايرين فقط.
بموجب قانون التكاثر الصناعي، تتوفر تقنيات الإخصاب بالمساعدة للأزواج المغايرين فقط. ومع ذلك، فإن «مجموعة التلقيح الصناعي التايوانية»، التي عملت بالتعاون مع المركز الصحي للخصوبة والإنجاب في جامعة ستانفورد في الولايات المتحدة، قد شغلت مركزا واحدا للتلقيح الاصطناعي على الأقل اين تم توفيؤ الوصول إلى التلقيح الصناعي وتأجير الأرحام إلى الأفراد المثليين والمثليات في تايوان منذ تسعينات القرن العشرين.

## الحماية من التمييز

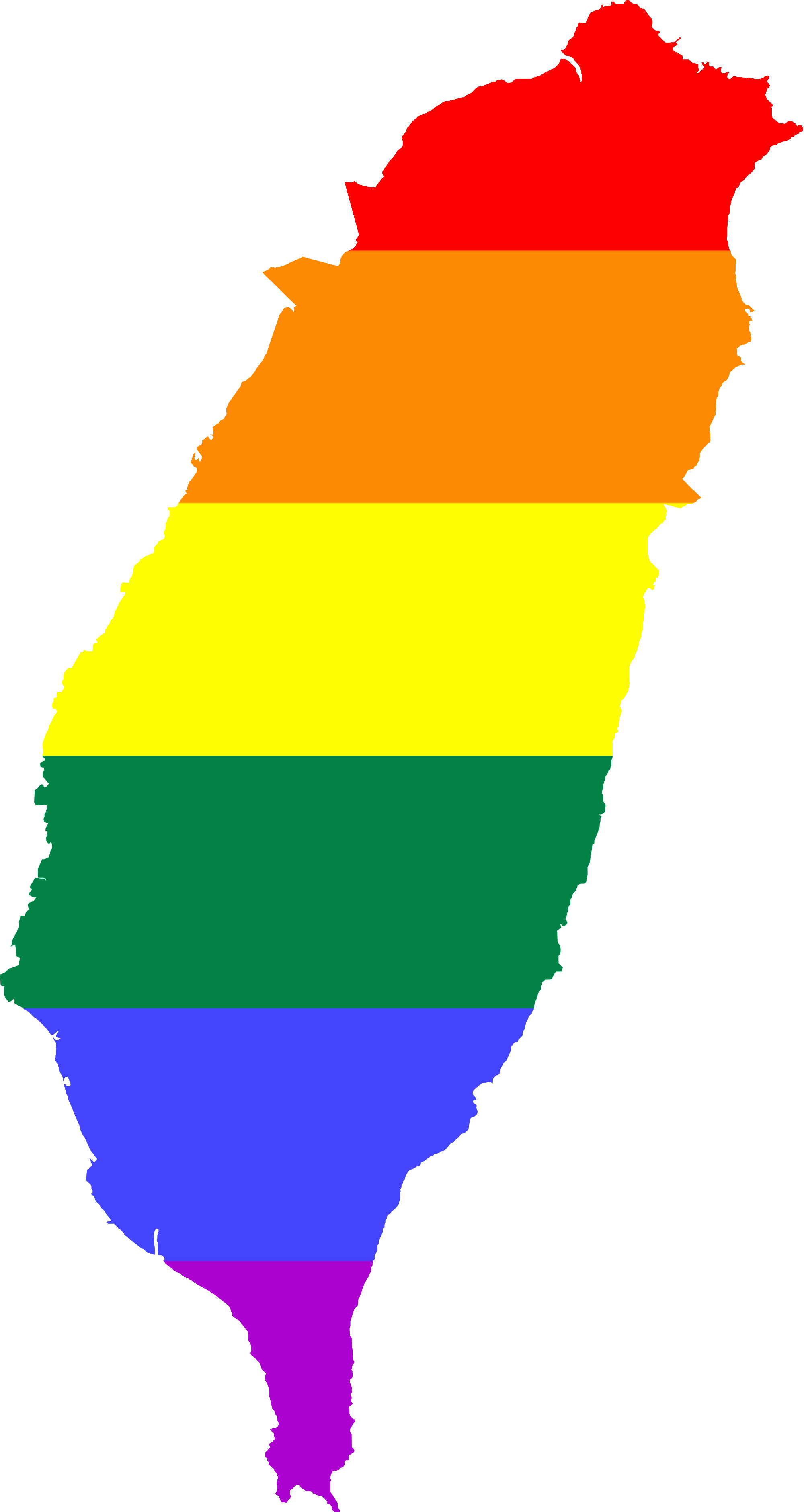
خريطة تايوان مع علم فخر المثليين

تم حظر التمييز على أساس التوجه الجنسي، الهوية الجندرية وغيرها من الأمور المتعلقة بالجنس والجندر في التعليم منذ يونيو 2004 عندما صدر «قانون المساواة بين الجنسين في التعليم». وعلى وجه التحديد، تخضع المدارس التي تميز ضد الطلاب على أساس التوجه الجنسي أو الهوية الجندرية، من حيث القبول والتوجيه والتقييم وما إلى ذلك، لغرامة تبلغ 100,000 دولار تايواني. في يونيو 2011، تم إضافة بنود جديدة حول التنمر الجنسي إلى القانون. الأجل، المدارس بمنع التنمر الموجه نحو التوجه الجنسي للشخص أو هويته الجندرية والإبلاغ عنه.
في عامي 2007 و 2008، مرر اليوان التشريعي تعديلات على قانونين للتوظيف يحظران التمييز على أساس التوجه الجنسي في العمل. أي صاحب عمل يخالف بنود مكافحة التمييز في قانون خدمة التوظيف أو قانون المساواة بين الجنسين في التوظيف يمكن أن يواجه غرامة قدرها 300,000 إلى 1,500,000 دولار تايواني.
في آذار/مارس 2010، أعلنت وزارة التعليم أنه اعتبارًا من عام 2011، ستشمل المناهج الدراسية والكتب المدرسية موضوعات حول حقوق المثليين وممارسات عدم التمييز. ووفقاً للوزارة، يسعى الإصلاح إلى «القضاء على التمييز» لأن «الطلاب يجب أن يكونوا قادرين على النمو بسعادة في بيئة من التسامح والاحترام». نظرًا لمعارضة قوية من مجموعات المناهضة لحقوق المثليين، تم التوصل إلى حل وسط. على سبيل المثال، تم تغيير هدف تدريس واحد من «فهم التوجه الجنسي» إلى «احترام التوجهات الجنسية المتنوعة». في نوفمبر 2018، عقب استفتاء، قال وزير التعليم «ييه جيون رونغ» إن الموافقة على المبادرة («هل توافق على أن وزارة التربية والتعليم والمدارس الفردية لا ينبغي أن تدرس التربية ذات الصلة بمجتمع المثليين في المدارس؟») لا يعني أن وزارة التربية ستوقف تعزيز تعليم المساواة بين الجنسين، ولكن سيتم مراجعة المحتوى المرتبط بمجتمع المثليين لمعرفة ما إذا كان يحتاج إلى مراجعة وفقًا لنتائج الاستفتاء.
يتضمن قانون خدمات الرعاية طويلة الأجل، الذي تم إصداره في يناير 2017 لتنظيم خدمات الرعاية طويلة الأجل للأشخاص الذين يعانون من مرض أو إعاقة والذين لا يستطيعون العيش بشكل مستقل تمامًا، بندًا ضد التمييز يشمل التوجه الجنسي والهوية الجندرية. كذلك في عام 2017، أصدرت المحكمة الدستورية التايواني "JY Interpretation No. 748"، الذي ينص على أن المادة 7 من قانون الأمة تحظر التمييز على أساس التوجه الجنسي. وينص الحكم على أن "التصنيفات الخمسة للتمييز غير المسموح المنصوص عليها في المادة 7 من الدستور لا يتم تمثيلها فقط، ولا تعدد ولا تستنفد. ولذلك، فإن العلاجات المختلفة المستندة إلى تصنيفات أخرى، مثل الإعاقة أو التوجه الجنسي، تخضع أيضًا للحق في المساواة بموجب المادة المذكورة.

## الهوية الجندية والتعبير عنها
في عام 2002، لم تنجح الناشطة المتحولة جنسيا تساي يا-تينغ في طلب مكتب الرئاسة للسماح لها باستخدام صورة تمثل مظهرها الفعلي على بطاقة هويتها الوطنية.
في عام 2008، اشترطت وزارة الداخلية في أمر تنفيذي أن يخضع الأشخاص المتحولين جنسيا وثنائيو الجنس لعملية جراحية لتغيير نوع جنسهم القانوني في الوثائق الشخصية.
في أغسطس/آب 2013، سمحت الحكومة التايوانية بأول زواج مثلي لمتحول جنسي في البلاد، بعد أن شككت في الأساس في جنس الزوجين.
في أواخر عام 2014، أعلنت الحكومة التايوانية عن خطط للسماح للمتحولين جنسيا في تايوان بعدم الخضوع لعملية جراحية لتغيير جنسهم القانوني. ولكن، وحتى عام 2019، لم يصبح هذا الأمر حقيقة، ربما بسبب «الخلافات داخل الحكومة».
في أغسطس 2016، تم تعيين أودري تانغ، وهو مبرمج برمجي كبير، من قبل إدارة تساي إلى مجلس الوزراء وأصبح أول وزيرة متحولة من تايوان. دورها وزيرة بدون حقيبة وزارية (أي انه لا وزارة خاصة لها) تتعامل مع مساعدة الوكالات الحكومية على توصيل أهداف السياسة وإدارة المعلومات التي تنشرها الحكومة، سواء من خلال الوسائل الرقمية.
في يناير 2018، أعلنت الحكومة التايوانية خطط لإدخال خيار الجنس الثالث في وثائق الهوية مثل جوازات السفر وبطاقات الهوية الوطنية. في نوفمبر 2018، أعلنت تشن مي-لينغ، وزيرة المجلس الوطني للتنمية، أن هذه الخطط سوف تدخل حيز التنفيذ في عام 2020.

## علاج التحويل
يؤثر علاج التحويل تأثيراً سلبياً على حياة الأشخاص المثليين، ويمكن أن يؤدي إلى تدني احترام الذات والاكتئاب والتفكير في الانتحار.
في 13 مايو 2016، أعلن مكتب الصحة في حكومة مدينة تاي شانغ أن المؤسسات الطبية في تاي شانغ ممنوعة من المشاركة في علاج التحويل. ووفقا لشادر ليو، وهو عضو في لجنة تاي شانغ للمساواة بين الجنسين، أن أي مجموعة - طبية أومدنية أو دينية - تمارس «العلاج» تنتهك قانون الأطباء وقانون علماء النفس. تقدمت اللجنة بطلب إلى وزارة الصحة والرعاية لجعل القاعدة الجديدة واجبة التطبيق على الصعيد الوطني، من أجل القضاء على هذه الممارسة.
في 30 ديسمبر 2016، أعلنت وزارة الصحة والرعاية الاجتماعية أنها ستقوم بصياغة تعديل لقانون الأطباء لجعل العلاج بالتحويل محظورًا. وأوصت الجمعية التايوانية للطب النفسي وجماعات حقوق الإنسان بحظر علاج التحويل. وأتيحت الفرصة لأفراد الجمهور لعرض آرائهم بشأن مشروع التعديل لمدة 60 يوماً، وبعد ذلك قد تصدر الوزارة لوائح تستند إلى المشروع. من المتوقع أن تمر القوانين في البرلمان في أواخر يناير 2017 وأن تدخل حيز التنفيذ في مارس 2017. وفقًا لقانون الأطباء، يخضع الأطباء الذين يقومون بعلاجات محظورة لغرامات تتراوح بين 100,000 دولار تايواني (3,095 دولارًا أمريكيًا) إلى 500,000 دولار تايواني (15,850 دولارًا أمريكيًا) وقد يتم منعهم من العمل لمدة تتراوح من شهر واحد إلى عام واحد. ومع ذلك، توقفت اللوائح المقترحة بمقاومة شرسة من قبل المجموعات المناهضة لحقوق المثليين.
بدلاً من دفع التعديلات القانونية أو اللوائح الجديدة في 22 فبراير 2018، أصدرت وزارة الصحة والرعاية رسالة إلى جميع السلطات الصحية المحلية حول هذه المسألة، والتي منعت فعلياً علاج التحويل. في الرسالة، تنص الوزارة على أن تحويل التوجه الجنسي لا يعتبر ممارسة صحية مشروعة وأن أي فرد يقوم بما يسمى العلاج يخضع للملاحقة القضائية بموجب القانون الجنائي أو «قانون حماية حقوق الأطفال والشباب وحقوقهم»، اعتمادا على الظروف.

## الخدمة العسكرية
تمكّن المثليون والمثليات ومزدوجو التوجه الجنسي من الخدمة بشكل علني في الجيش منذ عام 2002.

## التبرع بالدم
في ديسمبر/كانون الأول 2016، أعلن مركز مكافحة الأمراض أنه سيرفع الحظر طوال الحياة على الرجال المثليين ومزدوجي التوجه الجنسي الذين يتبرعون بالدم. وعلقت مؤسسة تايوان لخدمات الدم أن معايير الاستبعاد الأخرى توفر ضمانات كافية ضد الدم غير الآمن.
في آذار/مارس 2018، أصدرت الحكومة، إجراء مشاورات عامة لمدة شهرين، تعديلات على معايير تقييم ملاءمة المانحين للتبرع بالدم، شملت السماح للرجال المثليين ومزدوجي التوجه الجنسي الذين لم يمارسوا الجنس مع رجل آخر لمدة خمس سنوات لإعطاء الدم. وقال متحدث باسم وزارة الصحة والرعاية إن فترة الامتناع ستقل إلى عام واحد في المستقبل، وذلك لجعل المقياس التايواني يتماشى مع مقياس الدول الغربية.
منذ عام 2018، سمحت تايوان قانونًا للأشخاص المثليين بالتبرع بالدم، ولكن فقط إذا لم يمارسوا الجنس لمدة 5 سنوات.

## ظروف الحياة

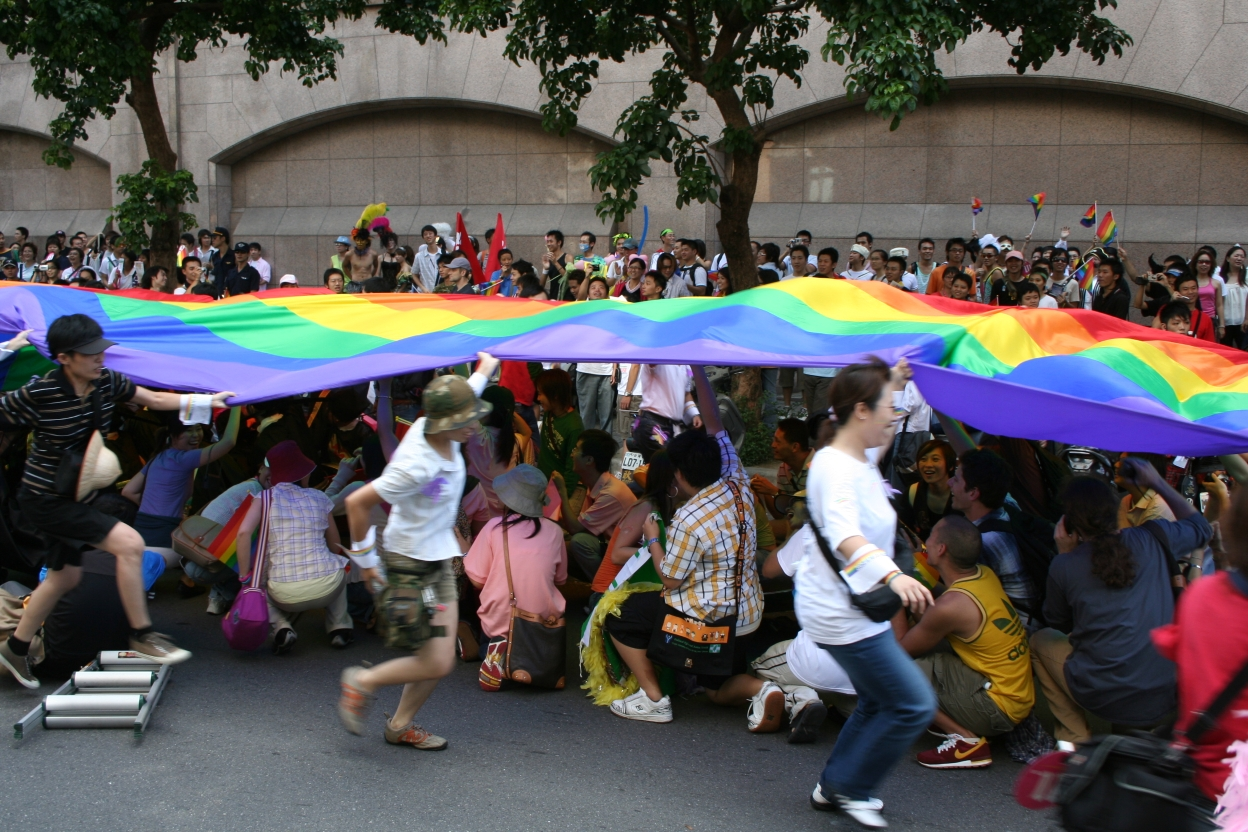
مسيرة فخر تايوان للمثليين في عام 2005

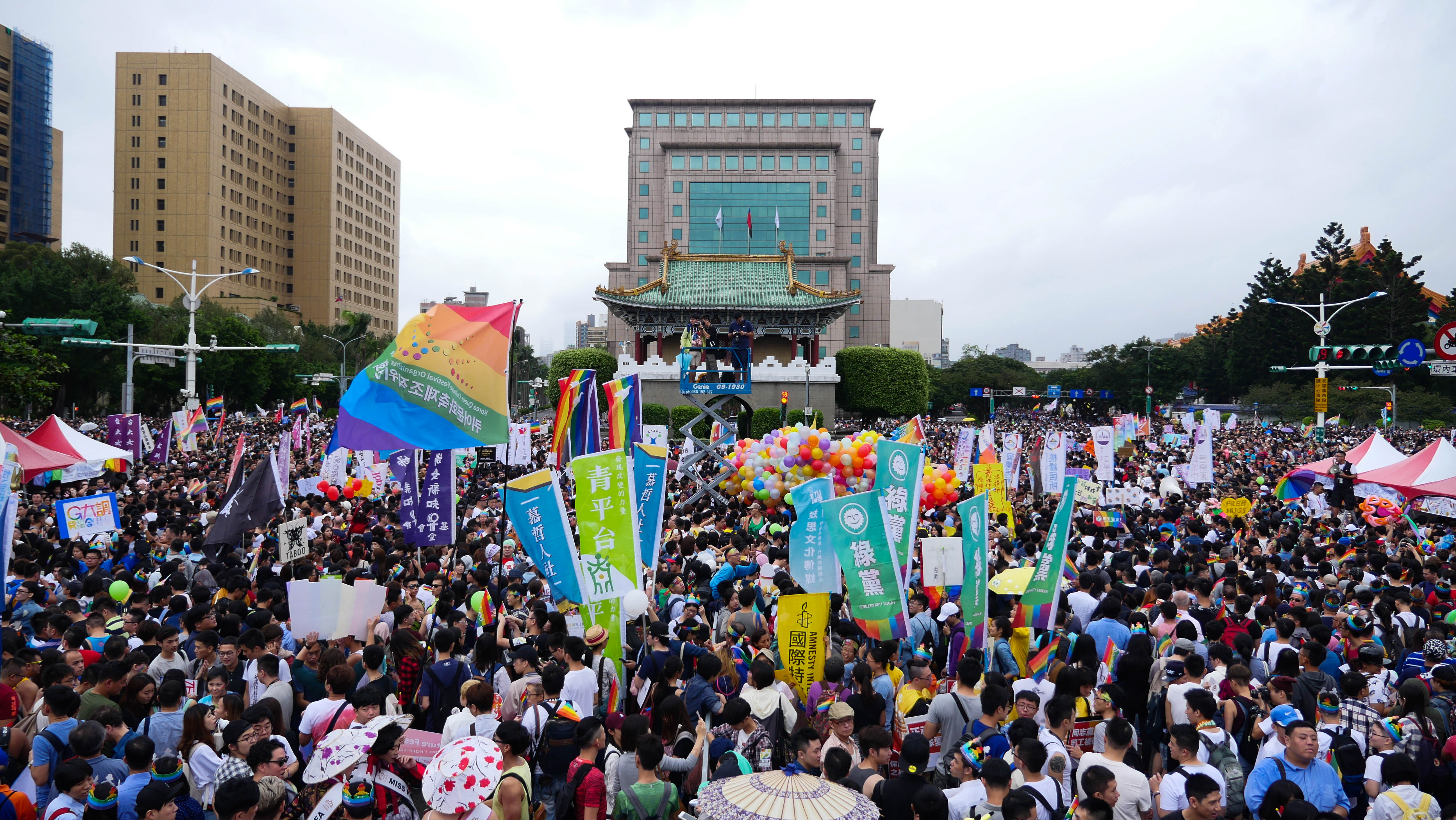
مسيرة فخر تايوان للمثليين في عام 2016

في 1 نوفمبر 2003 عقد فخر تايوان، وهو أول مسيرة فخر للمثليين في العالم الناطق باللغة الصينية، في تايبيه، مع حضور أكثر من 1,000 شخص. وقد جرت سنوياً منذ ذلك الحين. في السنوات الأولى، ارتدى العديد من المشاركين أقنعة لإخفاء هويتهم لأن المثلية ظلت من المحرمات الاجتماعية في تايوان. ولكن تغير هذا تدريجيا على مر السنين. اجتذب موكب عام 2010، 30,000 من الحضور وزاد من الاهتمام السياسي والإعلامي، مما سلط الضوء على القبول المتزايد لمجتمع المثليين في تايوان. منذ عام 2010، كان هناك أيضا مسيرة الفخر في كاوهسيونغ، والذي اجتذب أكثر من 2000 شخص. كما يوجد مسيرة فخر في مدينة تاي شانغ، حيث استقطبت عام 2016 حشدًا من 20,000 شخص. حضر فخر تايوان عام 2017 ما يقدر بنحو 123,000 شخص. وحضره عام 2018 مايقدر بحوالي 137,000 شخص.
كما أن تمثيل المثليات والمثليين ومزدوجي التوجه الجنسي والمتحولين جنسيا في الأعمال الأدبية والسينمائية له دوران أساسيان في تعزيز وعي الناس بمجتمع المثليين في تايوان. في سبعينات القرن العشرين، تم نشر بعض الروايات المتعلقة بالمثلية الجنسية. واحد من أبرز الكتاب هو باي هسين-يونغ، وقد قدم عدة شخصيات مثلية الجنس في رواياته، أشهرها أولاد الكريستال. في الآونة الأخيرة، تم إنتاج بعض المسلسلات والأفلام التلفزيونية التي تتحدث عن مجتمع المثليين واكتسبت اهتماما كبيرا بينهم في كل من تايوان والصين. ومن الأمثلة على ذلك المسلسل التلفزيوني «أولاد الكريستال»، الذي تم اقتباسه من رواية الكاتب باي هسين-يونغ التي تحمل العنوان نفسه، وفيلم الفورمولا 17. في عام 2005، أهرح المخرج التايواني، أنغ لي، توجه الفيلم المثلي الأمريكي جبل بروكباك، وتلقى استحسانا نقديا عالية وجوائز الأوسكار. تم عرض فيلم عناكب السوسن، وهو فيلم يتحدث عن مثليات الجنس من إخراج زيرو تشو، في مهرجان برلين السينمائي الدولي عام 2007. وفاز بجائزة تيدي لأفضل فيلم مثلي.
في الأيام التالية لاستفتاء زواج المثليين، شهدت خطوط الهاتف للمساعدة في مكافحة الانتحار زيادة الاتصالات بنسبة 40% بين مجتمع المثليين، خاصة الشباب منهم.

### الأرنب الإلاة
توير شين، المعروف أيضاً باسم الأرنب الإلاه، هو إله صيني طاوي صانع التوفيق للعلاقات المثلية، وهو إله الحب المثلي. في عام 2006، أسست لو وي-مينغ معبد لتوير شين في مقاطعة يونغه في مدينة تايبيه الجديدة. يزور المعبد حوالي 9,000 زائر كل عام للصلاة، خاصة بالنسبة للشريك. كما يؤدي المعبد حفلات الزواج للأزواج والشركاء المثليين والمثليات. إنه المزار الديني الوحيد في العالم للمثليين جنسياً.

## الرأي العام
أظهر استطلاع للرأي أجري في أبريل 2006 أجراه الاتحاد الوطني لرابطة النساء التايوانية/تحالف الإصلاح الدستوري على 6,439 بالغًا أن 75% يعتقدون أن «العلاقات المثلية مقبولة»، بينما اعتقد 25% أنها «غير مقبولة».
أظهر استطلاع للرأي أجري عام 2013 على الإنترنت أن 53% من التايوانيين يؤيدون زواج المثليين. ووفقًا للاستطلاع الذي أجري عبر الإنترنت، كان 76% منهم يؤيدون حقوقًا متساوية للمثليين والمثليات.
نشرت بلانيت روميو، وهي شبكة اجتماعية للمثليين، أول مؤشر السعادة للمثليين (GHI) في شهر مايو من عام 2015. وسُئل الرجال المثليون من أكثر من 120 دولة حول شعورهم حيال نظرة مجتمعاتهم للمثلية الجنسية، وكيف يواجهون الطريقة التي يُعاملون بها من قبل أشخاص آخرين ومدى رضاهم عن حياتهم. احتلت تايوان المرتبة الرابعة والثلاثين مع نتيجة بلغت 54 على مؤشر السعادة.
أظهر استطلاع للرأي أجري عام 2015 على الإنترنت أن 59% من المستطلعين وافقوا على تشريع يسمح للأزواج المثليين، بإقامة علاقات «شبيهة بالزواج»، حيث يؤيد 75% زواج المثليين.

## ملخص
| قانونية النشاط الجنسي المثلي                                                             | (كان دوما قانونياً)                                                                         |
| المساواة في السن القانوني للنشاط الجنسي                                                  | (كان دوما قانونياً)                                                                         |
| قوانين مكافحة التمييز في التوظيف                                                         | (منذ عام 2007)                                                                             |
| قوانين مكافحة التمييز في التعليم                                                         | (منذ عام 2004)                                                                             |
| قوانين مكافحة التمييز في توفير السلع والخدمات                                            | (منذ عام 1997)                                                                             |
| قوانين مكافحة التمييز في جميع المجالات الأخرى (تتضمن التمييز غير المباشر، خطاب الكراهية) | (منذ عام 1997)                                                                             |
| قوانين مكافحة أشكال التمييز المعنية بالهوية الجندرية                                     | (منذ عام 1997)                                                                             |
| زواج المثليين                                                                            | (منذ عام 2019)                                                                             |
| الاعتراف القانوني بالعلاقات المثلية                                                      | (على نطاق وطني منذ عام 2019)                                                               |
| تبني أحد الشريكين للطفل البيولوجي للشريك الآخر                                           | (منذ عام 2019)                                                                             |
| التبني المشترك للأزواج المثليين                                                          | No                                                                                         |
| يسمح للمثليين والمثليات ومزدوجي التوجه الجنسي بالخدمة علناً في القوات المسلحة             | (منذ عام 2002)                                                                             |
| الحق بتغيير الجنس القانوني                                                               | (منذ 2008، بعد إجراء عملية تغيير الجنس)                                                    |
| الاعتراف بالجنس الثالث                                                                   | (منذ عام 2020)                                                                             |
| علاج التحويل محظور على القاصرين                                                          | (منذ عام 2018)                                                                             |
| الحصول على أطفال أنابيب للمثليات                                                         | (يجوز للأزواج المغايرين فقط الحصول على ذلك. يمكن للأفراد المثليات العازبات الحصول على ذلك) |
| تأجير الأرحام التجاري للأزواج المثليين من الذكور                                         | (محظور على جميع الأزواج بغض النظر عن التوجه الجنسي)                                        |
| السماح للرجال الذين مارسوا الجنس الشرجي بالتبرع بالدم                                    | (فترة تأجيلية بعد 5 سنوات من عدم ممارسة الجنس)                                             |

## وصلات خارجية
- Utopia Asia on Taiwan
- بناء بيئة صديقة للإل جي بي تي - قسم الشؤون المدنية، حكومة مدينة تايبيه (بالصينية التقليدية فقط)
- Taiwan Tongzhi (LGBT) Hotline Association
- Taiwan Alliance to Promote Civil Partnership Rights
- Taiwan LGBT Family Rights Advocacy